# قطعنامه ۶۲۷ شورای امنیت
قطعنامه  ۶۲۷ شورای امنیت سازمان ملل متحد که در تاریخ ۰۹ ژانویه ۱۹۸۹ تصویب شد، سندی بین‌المللی دربارهٔ دیوان بین‌المللی دادگستری است. این قطعنامه طی نشست ۲۸۳۸ام با ۱۵ رای موافق، ۰ مخالف و ۰ ممتنع تصویب شد.